# Molgulidae
Molgulidae (лат.) — семейство оболочников из отряда Stolidobranchia. После ревизии классификации оболочников в 2007 году к семейству были добавлены рода бывшего семейства Hexacrobylidae.

## Биология и филогенетический анализ
Семейство Molgulidae включает исключительно одиночных животных. Филогенетический анализ последовательностей ДНК субъединицы 18S рРНК и цитохромоксидазы B показал, что семейство является монофилитической группой. Несколько видов семейства Molgulidae, а также Styelidae обнаруживают прямое развитие без подвижной стадии личинки-«головастика» (ануральное развитие), причём филогенетический анализ обнаруживает независимое исчезновение стадии личинки в разных группах, что предполагает относительно консервативное переключение между двумя путями в развитии, которое используется многократно в ходе эволюции различных групп асцидий.

## Классификация
В семейство включают следующие роды:
- Anomopera Hartmeyer, 1923
- Asajirus Kott, 1989
- Bostrichobranchus Traustedt, 1883
- Eugyra Alder & Hancock, 1870
- Fungulus Herdman, 1882
- Gamaster Pizon, 1896
- Minipera Monniot & Monniot, 1974
- Molgula Forbes, 1848
- Molguloides Huntsman, 1922
- Namiella Monniot & Monniot, 1968
- Oligotrema Bourne, 1903
- Paramolgula Traustedt, 1835
- Pareugyrioides Hartmeyer, 1914
- Protomolgula Monniot, 1971
- Rhizomolgula Ritter, 1901